# Жаданівка (Чугуївський район)
Жадані́вка — село в Україні, у Зміївській міській громаді Чугуївського району Харківської області. Населення становить 50 осіб. До 2020 орган місцевого самоврядування — Таранівська сільська рада.

## Географія
Село Жаданівка знаходиться на правому березі річки Вільшанка, вище за течією на відстані 2,5 км розташоване селище Безпалівка, нижче за течією на відстані 5 км - село Височинівка. На річці зроблено кілька загат. Біля села багато садових ділянок.

## Історія
- 1685 - дата заснування.
- 12 червня 2020 року, відповідно до Розпорядження Кабінету Міністрів України  № 725-р «Про визначення адміністративних центрів та затвердження територій територіальних громад Харківської області», увійшло до складу Зміївської міської громади.[1]
- 19 липня 2020 року, в результаті адміністративно-територіальної реформи та ліквідації Зміївського району, село увійшло до складу Чугуївського району Харківської області[2].

## Населення

### Мова
Розподіл населення за рідною мовою за даними перепису 2001 року:
| Мова       | Кількість | Відсоток |
| ---------- | --------- | -------- |
| українська | 41        | 82%      |
| російська  | 9         | 18%      |
| Усього     | 50        | 100%     |

## Економіка
- Молочно-товарна ферма.